# Piaski (Częstochowa)
Pour les articles homonymes, voir Piaski.
Piaski est une localité polonaise de la gmina de Koniecpol, située dans le powiat de Częstochowa en voïvodie de Silésie.